# Samtgemeinde Artland

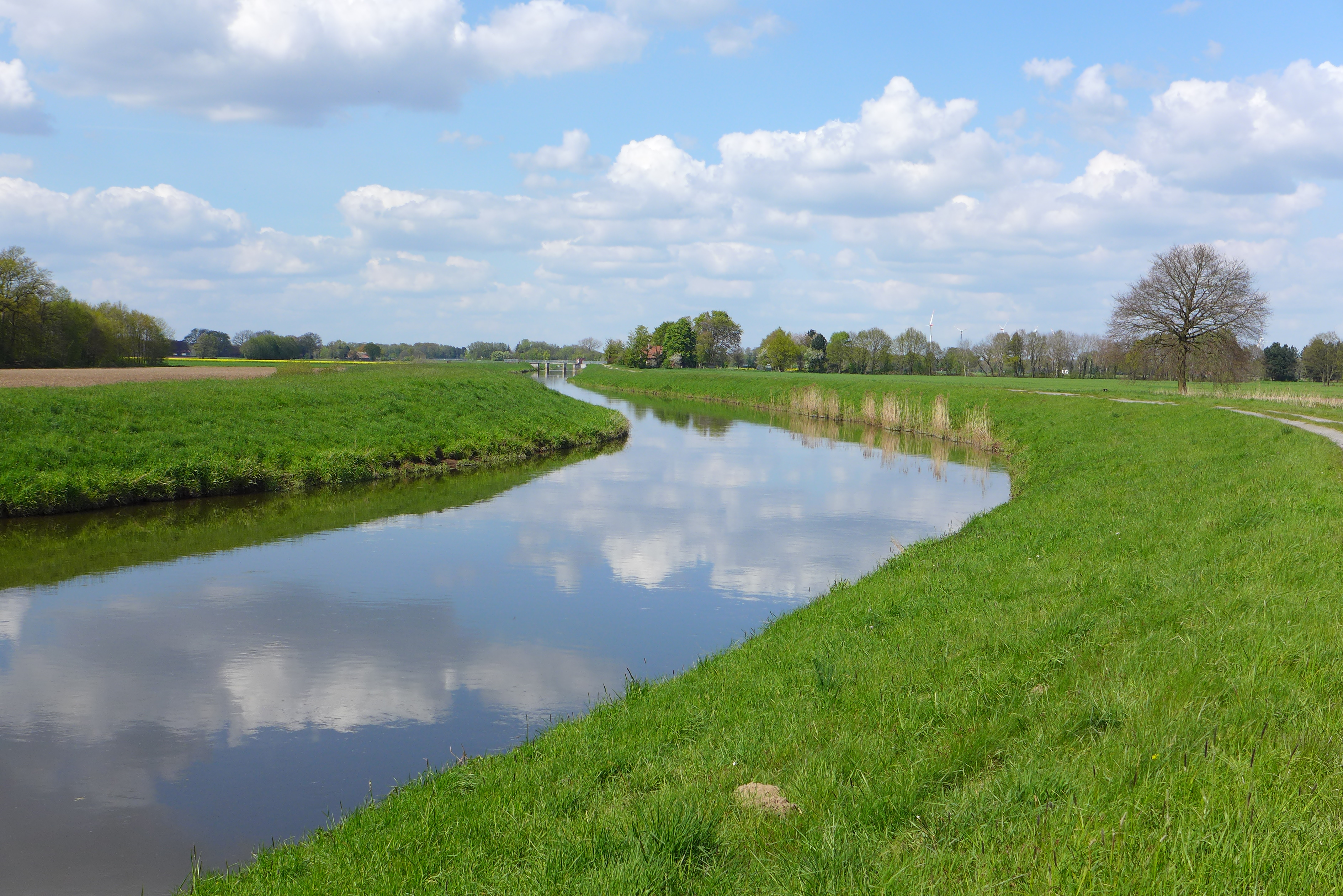
Hase im Artland bei Badbergen (2016)

Die Samtgemeinde Artland ist ein Gemeindeverband im nördlichen Landkreis Osnabrück in Niedersachsen mit Sitz in der Stadt Quakenbrück und eine selbständige Gemeinde. Ihre Mitgliedsgemeinden sind Badbergen, Menslage, Nortrup und die Stadt Quakenbrück.
Die Samtgemeinde grenzt im Süden an die Samtgemeinden Fürstenau und Bersenbrück des Landkreises Osnabrück, im Westen an den Landkreis Emsland, im Norden an den Landkreis Cloppenburg und im Osten an den Landkreis Vechta. Sie liegt in einer flachen Geestlandschaft mit einer durchschnittlichen Höhe von 25 Metern über NN. Ihre Ausdehnung beträgt in nord-südlicher Richtung 15 Kilometer und in ost-westlicher Richtung 25 Kilometer und ihre Gesamtfläche 189 km².

## Geographie

Die geographische Lage der Samtgemeinde Artland im Hase-Binnendelta

### Geographische Lage
Die Samtgemeinde liegt in einer Schwemmlandebene der Norddeutschen Tiefebene, die von der Hase durchflossen wird und bei Quakenbrück ein Binnendelta bildet.

### Geologie
Wegen des geringen Gefälles bildete die Hase mehrere Flussarme und es entstand das Hase-Binnendelta, das hauptsächlich aus glaziofluviatilen, also während der Eiszeit durch das Wirken des Gletscherschmelzwasser führenden Flusses entstandenen Sedimenten besteht.
Bohrungen haben gezeigt, dass der Boden in erster Linie aus lehmigen und sandigen Ablagerungen des Pleistozäns besteht. Die oberste Bodenschicht weist eine Stärke von fünf bis sieben Metern auf und ist von einer bis zu zehn Meter starken lehmigen und marligen Sedimentschicht unterlagert. Sandige Schichten in einer Tiefe von 25 bis 30 Metern bilden einen ertragreichen Aquifer für die Grundwasserförderung. Der oberste Grundwasserleiter befindet sich in einer Tiefe von zwei bis sechs Metern.

### Samtgemeindegliederung
Die Samtgemeinde umfasst
- die Stadt Quakenbrück als Mittelzentrum sowie
- die Gemeinden Badbergen, Menslage und Nortrup.

Sie ist nur teilweise mit der als Artland bezeichneten Landschaft identisch.

## Geschichte
Die Samtgemeinde Artland wurde im Zuge der Gebietsreform gemäß § 73 Absatz 2 der Niedersächsischen Gemeindeordnung mit Wirkung vom 29. Juli 1972 gebildet. Bis dahin war das seit 1309 belegte Artland keine politische Einheit, sondern beschrieb eine sich über die Jahrhunderte auch hinsichtlich ihrer Ausdehnung verändernde kulturhistorische Region (siehe: Das Artland als Landschaft).
Das Projekt Kulturschatz Artland des Arbeitskreises „Zukunft StArtland“ widmet sich vor allem der Bauernhofkultur und der bauhistorischen Substanz dieser Region.

### Einwohnerentwicklung

Bevölkerungsentwicklung in der Samtgemeinde Artland seit 1987

Die folgende Übersicht zeigt die Einwohnerzahlen der Samtgemeinde Artland im jeweiligen Gebietsstand und jeweils zum 31. Dezember.
Bei den Zahlen handelt es sich um Fortschreibungen des Landesbetriebs für Statistik und Kommunikationstechnologie Niedersachsen auf Basis der Volkszählung vom 25. Mai 1987.
| Jahr | Einwohner |
| ---- | --------- |
| 1987 | 18.844    |
| 1990 | 19.481    |
| 1995 | 22.034    |
| 2000 | 22.539    |
| 2005 | 23.014    |
| 2010 | 22.908    |
| 2015 | 22.839    |

1Ab 2008 enthalten die den Wanderungsdaten zugrunde liegenden Meldungen der Meldebehörden zahlreiche Melderegisterbereinigungen, die infolge der Einführung der persönlichen Steuer-Identifikationsnummer durchgeführt worden sind. Daher sind die Daten nur eingeschränkt aussagekräftig.

## Standort
Die Samtgemeinde Artland liegt räumlich ziemlich exakt zwischen den Oberzentren Oldenburg und Osnabrück. Die angesiedelten Unternehmen machen die Samtgemeinde zum größten Industriestandort im nördlichen Osnabrücker Raum.
2005 gewann die Samtgemeinde den vom Niedersächsischen Städte- und Gemeindebund (NSGB) ausgeschriebenen Wettbewerb „Mittelstandsfreundliche Kommunen in Niedersachsen“.

## Politik

### Samtgemeinderat
Der Samtgemeinderat hat gegenwärtig 34 Mitglieder. Dies ist die festgelegte Anzahl für eine Samtgemeinde mit einer Einwohnerzahl zwischen 20.001 und 25.000 Einwohnern. Die Ratsmitglieder werden durch eine Kommunalwahl für jeweils fünf Jahre gewählt. Hinzu kommt der amtierende Samtgemeindebürgermeister als stimmberechtigtes Mitglied des Rates.
Die folgende Tabelle zeigt die Kommunalwahlergebnisse seit 1996.
| 2021–2026 | 37,1 | 13 | 35,0 | 12 | 12,3 | 4 | 8,9  | 3 | 3,2  | 1 | 3,5 | 1 | 100  | 34 | 49,4 |
| 2016–2021 | 34,0 | 11 | 37,0 | 13 | 8,5  | 3 | 5,7  | 2 | 10,0 | 3 | 4,9 | 2 | 100  | 34 | 53,0 |
| 2011–2016 | 41,4 | 14 | 34,8 | 12 | 9,0  | 3 | 7,4  | 3 | 6,9  | 2 | —   | — | 99,4 | 34 | 52,4 |
| 2006–2011 | 38,1 | 13 | 45,0 | 15 | 3,6  | 1 | 9,2  | 3 | —    | — | 4,1 | 2 | 100  | 34 | 57,2 |
| 2001–2006 | 39,8 | 14 | 43,9 | 15 | 4,4  | 1 | 11,7 | 4 | —    | — | —   | — | 100  | 34 | 60,6 |
| 1996–2001 | 41,8 | 15 | 41,8 | 15 | 7,5  | 2 | 8,9  | 3 | —    | — | —   | — | 100  | 35 | 62,3 |
| Prozentanteile gerundet. Quellen: Landesbetrieb für Statistik und Kommunikationstechnologie Niedersachsen, Landkreis Osnabrück. Bei unterschiedlichen Angaben in den genannten Quellen wurden die Daten des Landesbetrieb für Statistik und Kommunikationstechnologie verwendet, da diese eine insgesamt höhere Plausibilität aufweisen. 1 2016: Bürger für Artland; 2021: UWG Badbergen |      |    |      |    |      |   |      |   |      |   |     |   |      |    |      |

### Samtgemeindebürgermeister
- 1996–2001: Hubert Greten (CDU)
- 2001–2014: Reinhard Scholz (CDU)
- 2014–2021: Claus Peter Poppe (SPD)
- seit 2021: Michael Bürgel (SPD)

### Wappen, Flagge und Dienstsiegel
Die Samtgemeinde Artland führt ein Wappen, eine Flagge und ein Dienstsiegel, die in § 2 der Hauptsatzung festgelegt sind.
Wappenbeschreibung
„von Rot und Silber im Wellenschnitt gespalten, darin in verwechselten Farben zwei einander zugewendete Drachen ohne Flügel und Klauen.“
Bedeutung
Der Drache ohne Flügel und Klauen ist der so genannte „Artländer Drache“, den die Wappen der Mitgliedsgemeinden Badbergen, Menslage und Nortrup jeweils im ebenfalls gespaltenen Schild im vorderen Feld führen. Dieser Artländer Drache, auch „Drudemänneken“ genannt, findet sich oftmals auf im Artland hergestellten Möbeln.
Flagge
„Die Farben der Flagge der Samtgemeinde  sind rot und weiß; sie zeigt als Symbol das Wappen.“
Dienstsiegel
Das Dienstsiegel enthält das Wappen und die Umschrift „Samtgemeinde Artland“.

## Wirtschaft und Infrastruktur
An großen Unternehmen haben sich in Quakenbrück die Firmen Ruf Lebensmittel, Lear Corporation, PPS Pipeline Systems sowie die Forschungs- und
Entwicklungseinrichtung das Deutsche Institut für Lebensmitteltechnik (DIL) angesiedelt. Die Fleischwarenfabrik Kemper und Delkeskamp Verpackungswerke GmbH befinden sich in Nortrup, Artland Convenience in Badbergen.
Im Nachkriegsdeutschland war das für die Region wichtigste Unternehmen die Firma Kynast mit Sitz in der Quakenbrücker Neustadt, die mehr als 2500 Mitarbeiter beschäftigte, doch inzwischen, nach zwei Insolvenzen als 2005 neu gegründete Kynast-Steel GmbH, weitgehend bedeutungslos ist. Auch die im dortigen Industriegebiet einst niedergelassenen Fabriken für Matratzenherstellung („Schlaraffia“) und chemische Farbindustrie sowie Maschinenbauunternehmen überstanden die Strukturkrise der 1980er Jahre nicht.

### Kläranlage
Im September 2007 wurde eine neue Kläranlage an der Plückmannstraße 27 in Quakenbrück in Betrieb genommen. Die an derselben Stelle befindliche alte Kläranlage von 1957 konnte trotz laufender Sanierungsmaßnahmen vom Wasserverband Bersenbrück nicht weiter betrieben werden. Nach Zusage der Landesmittel für das mit insgesamt 6,7 Millionen Euro veranschlagte Bauprojekt konnte 2005 der erste Spatenstich erfolgen. Entstanden sind auf dem Gelände der alten Kläranlage eine zentrale Klärschlammbehandlungsanlage, bestehend aus einem Maschinenhaus mit Schlammeindick- und Schlammentwässerungsanlage. In dem neu errichtenden Blockheizkraftwerk wird bereits das anfallende Faulgas zur Stromerzeugung genutzt, um so auch die Stromkosten zu senken. Veraltete Betriebsräume wie Werkstatt, Lager, Labor und Sanitärräume sind ebenfalls einem Neubau gewichen. Aber auch die komplette Maschinen- und Elektrotechnik wurde saniert.

## Bildung
Die Samtgemeinde Artland ist Heimat des Artland Gymnasiums (AGQ).